# Frees (gereedschap)

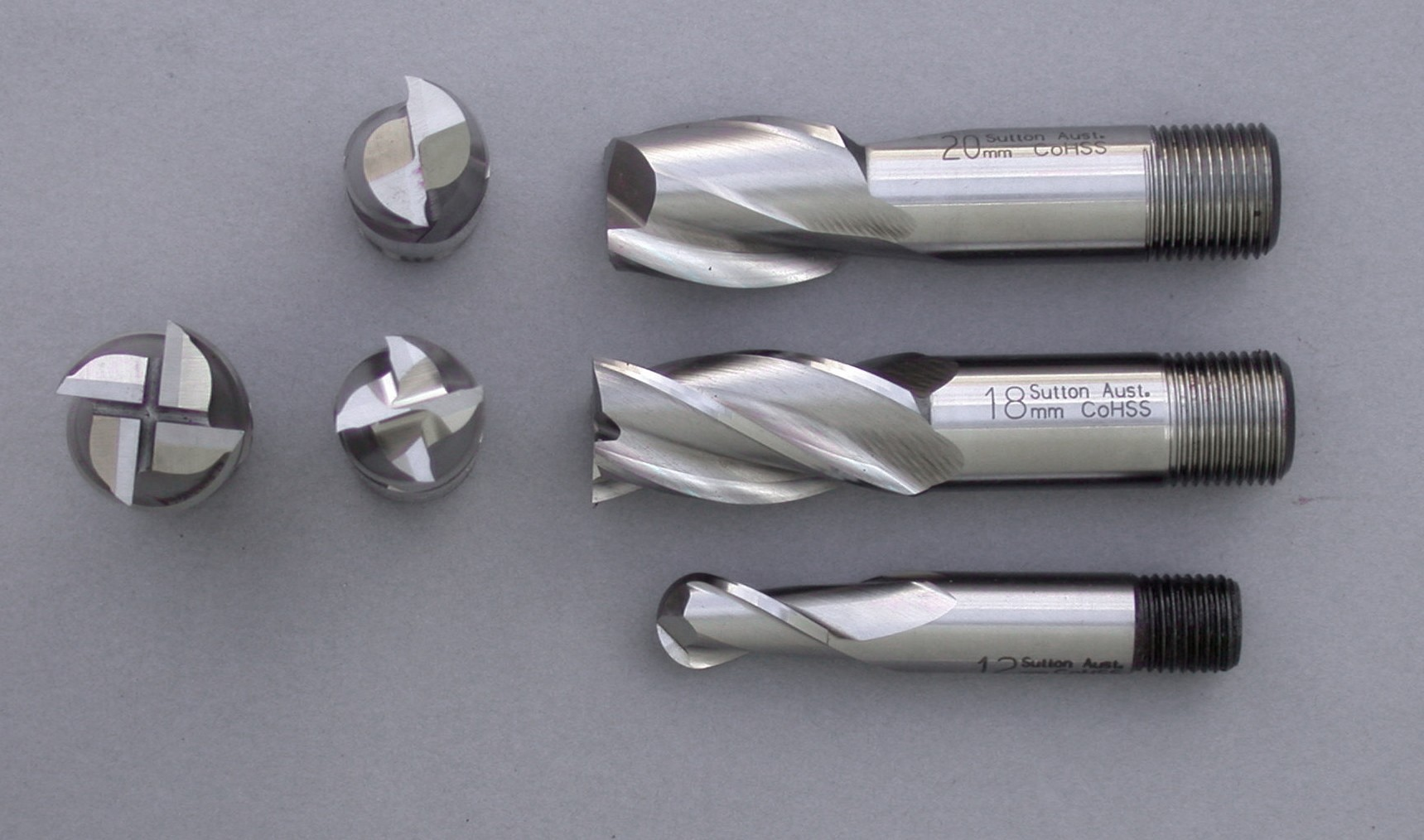
Frees

Een frees is een stuk snijgereedschap, plaatvormig of cilindervormig met vertandingen erin die als beitels dienstdoen bij de bewerking van houten, metalen of kunststof werkstukken. Het gereedschap wordt op een freesbank bevestigd en de roterende frees of het werkstuk beweegt zich lineair om zo een profiel of uitsparing te verkrijgen, de zogenaamde aanzet- of voedingsbeweging.
Een wormvormige freesbeitel wordt gebruikt om vertandingen op het (ronde) werkstuk (bij bijvoorbeeld een tand- of kettingwiel) aan te brengen. Hierbij roteert het werkstuk eveneens.
Bij frezen gemaakt van snelstaal (18% wolfraam) kan de snijsnelheid belangrijk worden opgevoerd ten opzichte van die van gereedschapsstaal, tot het dubbele en hoger.
Voor het vlakfrezen wordt een mantelfrees of meskopfrees gebruikt en voor spiebanen de zaagfrees of de spiebaanfrees. De hoek waaronder de groeven in de frees lopen zijn afhankelijk van het soort materiaal. Het aantal tanden is ook van belang.

## Etymologie
Het woord frees is afgeleid van het Franse werkwoord fraiser, wat krullen of golven betekent. De Franse aanduiding fraise voor een plooikraag heeft dezelfde stam.